# مدرسة الحلوية
المدرسة الحلوية أو المدرسة الحلاوية أو جامع الحلوية هو جامع تاريخي يقع في حلب، مقابل الباب الغربي للجامع الكبير.

## تاريخ الجامع
بحسب سوفاجيه، المدرسة مبنية مكان المعبد الوثني الذي كان في طرف الآغورا، وأنها كانت في بادئ الأمر معبداً لعبدة النار ثم تحول إلى كنيسة لليهود ومن ثم إلى كاتدرائية حلب العظمى التي شيدت في القرن الخامس الميلادي. حوَّلها القاضي أبو الحسن بن الخشاب إلى مدرسة بعد أن قام الإفرنج ـ حسب ابن شداد في «الأعلاق الخطيرة» ـ بنبش قبور المسلمين أثناء حصار حلب سنة 1124م، خُصصت المدرسة للمذهب الحنفي.
للجامع محراب اصابه بعض التخريب، قام بتحليله أرنست هرتسفلد.
وقام بعدها رجل من أهل الخير بانشاء مدرسة داخل المسجد واوقف لذلك الاوقاف الكثيرة وشرط ان يعمل فبها حلوى القطايف في رمضان من كل عام ويوزع على الطلاب والسابلة وكان القطر يوضع في جرن كبير عند باب المدرسة ولقد كان قائما إلى مدة قريبة وهو جرن المعمودية ومن هنا جاء اسم الحلوية
يلاحظ الزائر إلى هذا المسجد طابع العمران الكنسي البيزنطي.

## وصلات خارجية
- جامع الحلوية في حلب - مقطع عن المدرسة الحلوية.